# Dominik Volek
Dominik Volek (* 12. leden 1994, Praha) je bývalý český profesionální lední hokejista. Naposledy hrající za tým HC Letci Letňany na pozici útočníka. Je synem bývalého českého hokejisty Davida Volka.

## Kariéra
Ve Spartě působil už odmalička. Ovšem již v 15 letech se rozhodl pro trochu netradiční krok, když odešel do švýcarského Davosu, kde nastupoval za jejich výběr U17. Dařilo se mu docela dobře – ve 26 zápasech posbíral 23 bodů(14+9). Po sezoně se vrátil zpět do Sparty a hrál zde za výběr U20. Jenže doma vydržel pouze rok a na sezonu 2011/2012 odešel do zámořské WHL, kde nastupoval za tým Regina Pats, kteří si ho v draftu CHL vybrali z 9. místa. Následující ročník 2012/2013 začal v juniorce švédského Färjestadu, ale odehrál zde pouze 17 zápasů a poté se vrátil zpět do WHL, ovšem do Red Deer Rebels. V tomto týmu započal i sezonu 2013/2014, ale po 32 odehraných zápasech přestoupil v rámci ligy do Vancouver Giants a zde sezonu dokončil. V prosinci této sezony si zahrál i na juniorském šampionátu v Malmö. Na příští sezonu 2014/2015 se po tříleté zámořské misi vrátil zpět do Čech, a to konkrétně do mateřské Sparty, za kterou odehrál v základní části 42 zápasů a 26 zápasů stihl odehrát i za prvoligové Litoměřice. Do extraligového play-off zasáhl pouze v jednom zápase a za Litoměřice naskočil do dvou utkání play-off 1. ligy.

## Reprezentace
Zatím nastoupil pouze za výběry U16, U17, U18 a U20. Zahrál si na světovém šampionátu U17 a v sezoně 2011/12 se zúčastnil domácího MS U18 2012, které se konalo v Brně, Břeclavi a ve Znojmu. Česká reprezentace nepostoupila ze skupiny a hrála pouze o udržení, v němž nakonec uspěla. Na šampionátu Dominik Volek nosil na dresu „A“ a v šesti zápasech si připsal 2 góly a 2 asistence. Prozatímní vrchol jeho reprezentační kariéry přišel v sezoně 2013/14, když si zahrál na MSJ 2014 konaném ve švédském Malmö. Za seniorskou reprezentaci dosud nenastoupil.

## Individuální úspěchy
- účast na CHL Top Prospects Game 2011/2012

## Hráčská kariéra
- 2008/2009 HC Sparta Praha – dor. (E)
- 2009/2010 HC Davos – dor. (Švýcarsko)
- 2010/2011 HC Sparta Praha – jun. (E)
- 2011/2012 Regina Pats (WHL)
- 2012/2013 Färjestad – jun. (Švédsko), Red Deer Rebels (WHL)
- 2013/2014 Red Deer Rebels (WHL), Vancouver Giants (WHL)
- 2014/2015 HC Sparta Praha (E), HC Stadion Litoměřice (1. liga)
- 2015/2016 HC Sparta Praha (E), LHK Jestřábi Prostějov (1. liga)
- 2016/2017 BK Mladá Boleslav (E), HC Motor České Budějovice (1. liga)
- 2017/2018 HC Letňany